# Гиорги Маргвелашвили
Гиорги Теймуразович Маргвелашвили (на грузински: გიორგი მარგველაშვილი) е грузински философ и политик от партията Грузинска мечта, президент на Грузия от 2013 до 2018 г.

## Биография
Георги Маргвелашвили е роден на 4 септември 1969 г. в Тбилиси. Баща му – Теймурас Маргвелашвили е партиен работник, сван по произход, инженер. Майката му, Мезен Гомелаури, е психолог по професия. През 1992 година завършва философия в Тбилиския държавен университет, където през 1998 година получава и докторска степен. През 1993 – 1994 г. учи социология в Централноевропейския университет. От 1992 до 1995 г. Маргвелашвили работи като екскурзовод в туристическа компания (специализирана в планински туризъм), като помощник-мениджър. През 1994 – 1995 г. е ръководител на отдела по маркетинг на компанията „Бизнес дневник“. През 1996 – 1997 г. преподава философия в независимия университет в Тбилиси. През 1995 – 2000 г. работи в Националния демократичен институт за международни отношения като програмен консултант. Работи в Грузинския институт за обществени отношения и е негов ректор през 2000 – 2006 и 2010 – 2012 година.

## Политическа кариера
През октомври 2012 година става министър на образованието и науката в новосформираното правителство на Бидзина Иванишвили, а от февруари е и първи вицепремиер. Самият Маргвелашвили не е член на нито една политическа партия. 7 февруари 2013 Гиорги Маргвелашвили е назначен за заместник министър-председател на правителството на Грузия. На 11 май 2013 г. управляващата коалиция „Грузинска мечта“ определя Георги Маргвелашвили неин кандидат за президент на Грузия на изборите на 27 октомври 2013 г. На 16 юли 2013 г. Маргвелашвили подава оставка като министър на образованието, за да премахне обвиненията за използване на административни ресурси по време на предизборната кампания. В същото време той остава вицепремиер на Грузия. На 9 септември 2013 г. официално е регистриран като кандидат за държавен глава.
Георги Маргвелашвили е публикува редица научни трудове и наръчници за обучение, както и много статии по различни теми, включително политика, международни отношения, култура, философия. Подкрепяйки хода на правителството на Михаил Саакашвили към сближаване със САЩ и Западна Европа, той е последователен привърженик на независимата културна политика на суверенна Грузия, запазването и на развитието на грузинския език. Бидейки изцяло привърженик на единството на грузинската държава и противник на независимостта на Южна Осетия и Абхазия, той се застъпва за нормализиране на отношенията с Русия и разрешаване на конфликта по дипломатичен път. На 27 октомври 2013 г. Маргвелашвили печели президентските избори, а на 17 ноември 2013 г. встъпва в длъжност. На 16 декември 2018 г. подава оставка, след което новоизбрания президент на Грузия Саломе Зурабишвили встъпва в длъжност.